# تاكاشي كوماتسو
تاكاشي كوماتسو (باليابانية: 小松隆志؛ بالكانا: こまつ たかし) هو منافس ألعاب قوى ياباني، ولد في 30 ديسمبر 1967 في أكي في اليابان.

## وصلات خارجية
- تاكاشي كوماتسو على موقع الاتحاد الدولي لألعاب القوى (الإنجليزية)